# Ichinomiya
Pour les articles homonymes, voir Ichinomiya (homonymie).
Ichinomiya (一宮市, Ichinomiya-shi) est une ville située dans la préfecture d'Aichi, sur l'île de Honshū, au Japon.

## Toponymie
Le toponyme « Ichinomiya » signifie « premier temple de la province », en référence au sanctuaire de Masumida de l'ancienne province d'Owari. La ville est souvent appelée « Owari-Ichinomiya », afin d'éviter la confusion avec l'ancien bourg d'Ichinomiya, également situé dans la préfecture d'Aichi.

## Géographie

### Situation
Ichinomiya est située à l'extrême nord-ouest de la préfecture d'Aichi. Elle est traversée par les fleuves Kiso et Gojō.

### Démographie
En octobre 2019, la population de la ville d'Ichinomiya était de 385 124 habitants répartis sur une superficie de 113,82 km2.

## Histoire
La ville d'Ichinomiya est fondée le 1er septembre 1921.
La ville est bombardée le 12 juillet 1945 par des B-29 de l'USAF.
Elle reçoit le statut de ville spéciale en 2002. 
Le 1er avril 2005, la ville de Bisai et le bourg de Kisogawa sont intégrés à Ichinomiya.

## Économie
Ichinomiya compte plusieurs usines textiles.

## Culture locale et patrimoine

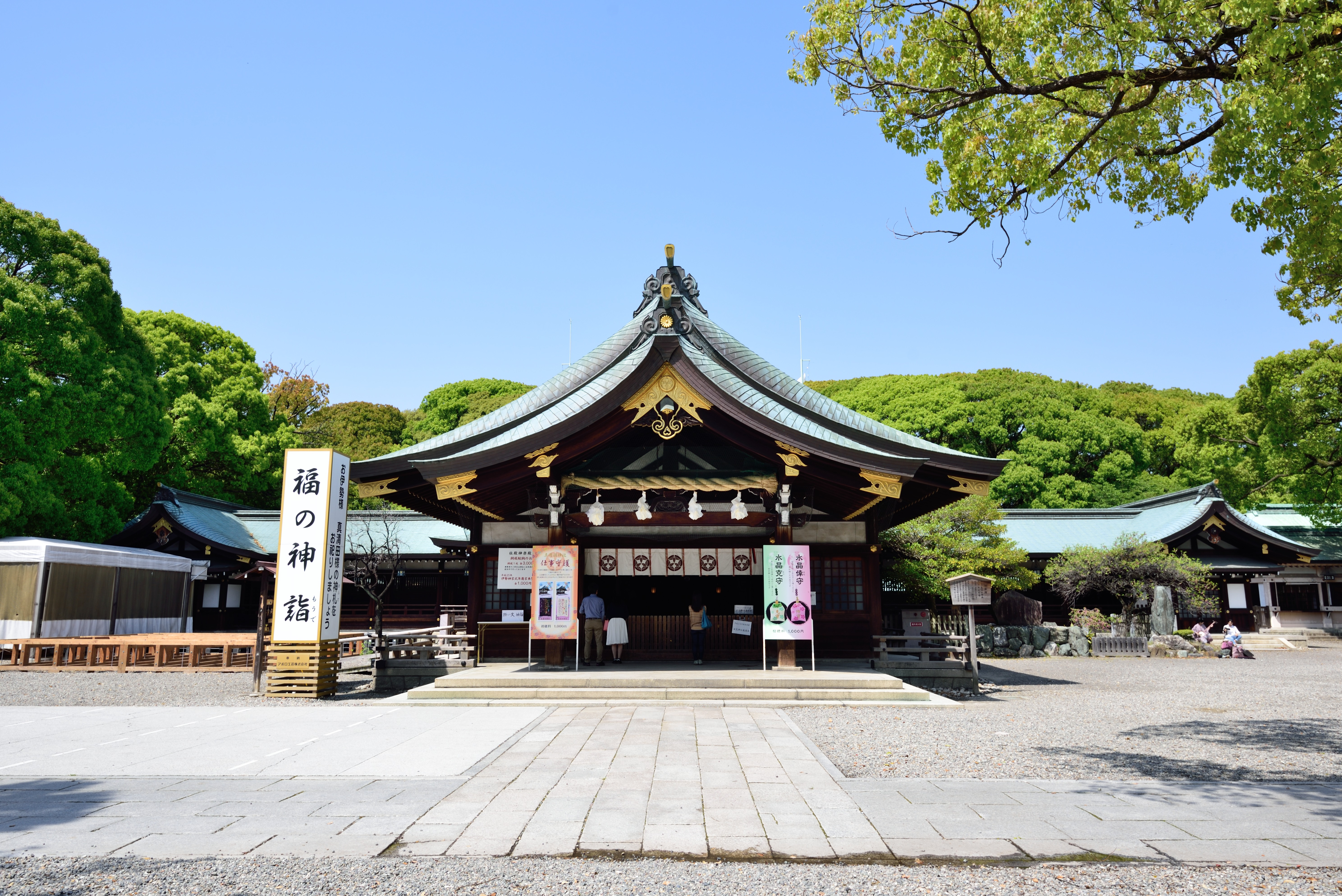
Masumida-jinja.

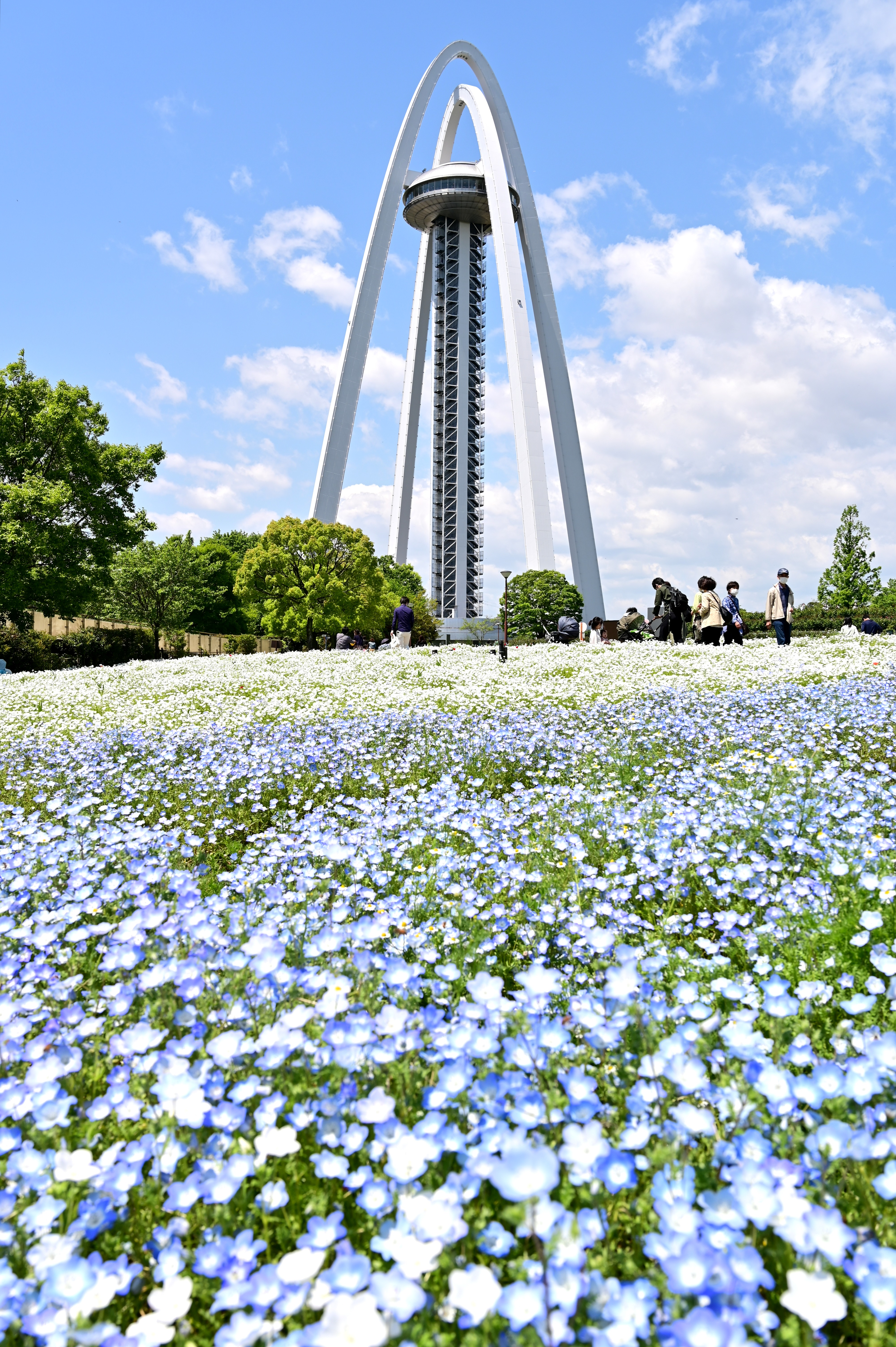
Twin Arch 138.

- Masumida-jinja
- Ōmiwa-jinja

## Transports
Ichinomiya est desservie par la ligne principale Tōkaidō de la JR Central et les lignes Bisai et Nagoya de la compagnie Meitetsu. Les gares d'Owari-Ichinomiya et Meitetsu Ichinomiya sont les principales gares de la ville.

## Jumelages
- Trévise (Italie)
- Nuits-Saint-Georges (France)

## Symboles municipaux
Un des symboles de la ville d'Ichinomiya est le platycodon.

## Personnalités liées à la municipalité
- Hanako (1868-1945), actrice
- Fusae Ichikawa (1893-1981), femme politique
- Kazuo Funaki (1944-), chanteur et acteur
- Masaaki Kanda (1951-), homme politique
- Jōji Matsuoka (1961-), réalisateur
- Sakura Tange (1973-), chanteuse
- Yukiko Okada (1967-1986), chanteuse
- Masayuki Toyoshima (1990-), joueur de shōgi